# Ylä-Vekarainen
Ylä-Vekarainen är en sjö i kommunen Sulkava i landskapet Södra Savolax i Finland. Sjön ligger 81,8 meter över havet. Arean är 77 hektar och strandlinjen är 8,19 kilometer lång. Sjön  ingår i Vuoksens huvudavrinningsområde.   Den ligger omkring 60 kilometer öster om S:t Michel och omkring 260 kilometer nordöst om Helsingfors. 